# Suhl
Suhl là một thành phố độc lập ở bang Thüringen, Đức, và là thành phố nhỏ nhất trong 6 thành phố độc lập của bang Thüringen.

### Thành phố kết nghĩa
- České Budějovice, Cộng hòa Czech
- Bègles, Pháp
- Калу́гa (Kaluga), Nga
- Lahti, Phần Lan
- Leszno, Ba Lan
- Смолян (Smolyan), Bulgaria
- Würzburg, Đức

## Nhân vật nổi bật
- Corinna Harfouch
- Hans Schmeisser
- Wilhelm Cuno